# أن توقد نارا
أن توقد نارًا هي قصة قصيرة من أعمال الكاتب الأمريكي جاك لندن. توجد صيغتان من هذه القصة، نُشرت أُولاها في العام 1902 والأخرى في العام 1908. على كلٍّ، فنسخة العام 1908 هي التي لقت الاحتفاء، ونُشرت في مجموعة الكتب الكلاسيكية، في حين أن نسخة العام 1902 غير معروفة على نطاق واسع. تدور أحداث نسخة العام 1908 حول رجل بلا اسم يغامر بدخول غابة ثلجية في مقاطعة يوكون ذات درجات الحرارة ما دون الصفر. يلحق كلب بالرجل الذي كان في طريقه إلى زيارة أصدقائه –ضاربًا بعرض الحائط تحذيرات رجلٍ أكبر سنًّا (وهو رجل عجوز من سولفور كريك) بخصوص المخاطر المحتملة للسير وحيدًا في البرد القارس. يقلل بطل القصة من شأن عوامل الطقس القاسية، ويتعرّض في النهاية للتجمّد حتى الموت. بعد أن يوقد نارًا، يغامر بتركها لمتابعة رحلته، ثم يحاول أن يوقد نارًا أخرى، ولكنه يفشل. يدخل في حالة من الغيبوبة ويموت بسبب انخفاض درجة الحرارة.
تصف نسخة العام 1902 حدثًا مشابهًا ولكن بحبكة مختلفة. رغم تشابه بناء القصة وسير الأحداث، ففي قصة العام 1902، لا تكون ظروف الطقس بالقسوة التي عليها في قصة العام 1908، ولا وجود للكلب الذي يتبع بطل القصة، ولا تنطفئ النار، والرجل يُدعى توم فينسنت، ويتعرّض لقضمة صقيع تترك أثرًا دائمًا، ولكنه ينجو من الحادثة ويصبح شخصًا أكثر سوداويّة وحِكمة.
عادةً ما تُذكر قصة أن توقد نارًا بنسخة العام 1908 كمثال للحركة الطبعانيّة التي تصوّر الصراع بين الإنسان والطبيعة. إضافةً إلى ذلك، فهي تعكس بشكلٍ واضح الدروس التي تعلّمها جاك لندن من الفترة التي قضاها في مقاطعة يوكون.

## حبكة الرواية، نسخة 1908
ينطلق رجلٌ لا يُذكر اسمُه في رحلة سير إلى الغابات المجاورة لنهر يوكون في يوم شتويّ انخفضت فيه درجات الحرارة إلى -75 درجة فهرنهايت (أي، -59 درجة مئوية). يتجاهل الرجل جميع التحذيرات ضد مخاطر السفر وحيدًا في هكذا ظروف جويّة، ولكن يتبعه كلب هسكي ضخم. تتيقّظ غرائز الكلب للخطر المحدق بسبب البرد القارس، ولكنه يتبع الرجل مُرغمًا. خلال سيرهم على طول الجدول المتجمد، يبقى الرجل منتبهًا لئلّا يدوس على طبقات جليدٍ رقيقة قد تُخفيها الثلوج التي تغطّي بقع ماءٍ غير متجمّد. كان هدفه هو اللحاق بمجموعة من المُنقّبين (يُطلق عليهم اسم «الأولاد» في القصة) في معسكرهم التخييمي قبل الساعة السادسة من مساء ذلك اليوم.
في الثانية عشرة والنصف ظهرًا، يتوقف الرجل ليوقد نارًا ليصطلي بها ويتناول طعام غدائه. بعد متابعته السير بقليل، يدوس على بقعة جليد هشّة وتغوص قدماه في المياه المتجمدة، وهو ما يُجبره على التوقف ليوقد نارًا أخرى بالقرب من شجرة ليجفّف نفسه. في كلّ مرة يسحب بها الرجل أغصانًا من الشجيرات المحيطة بالشجرة ليُلقي بها إلى النار، تتسبّب هذه الحركة باهتزازٍ يؤدّي إلى تساقط الثلج من أغصان الشجرة على النار فيطفئها. سرعان ما يفقد الرجل إحساسه بأطرافه، ويسارع إلى إشعال نار أخرى، مع إدراكه المتأخر الآن لأهمية التحذيرات التي تلقّاها بشأن الخطر المميت الذي يشكّله البرد القارس. يُشعل النار بعد أن يكون قد استنفد جميع أعواد الثقاب التي في حوزته، ويتضّح أنه أحرق نفسه أثناء ذلك، ولكنه لم يشعر بالحَرْق بسبب الخدَر في يديه. وخلال محاولته إزالة بعض الطحالب من النار، يفصل الرجل الأغصان المشتعلة عن بعضها بغير قصد، فتنطفئ النار. بعد ضياع فرصة إشعال نار أخرى، يهمّ الرجل بقتل الكلب ليستخدم حرارة جسمه لإنقاذ نفسه، ولكن يداه متيبّستان لدرجة يعجز فيها عن خنق الكلب أو حتى سحب السكين لذبحه. في النهاية، يحاول الرجل استعادة الدورة الدموية عبر الجري نحو المخيّم، ولكنه يتعثّر ويسقط عدة مرات على الثلج. يموت الرجل بسبب انخفاض درجة حرارة جسمه، ويتراءى له أنه يقف مع «الأولاد» عندما يجدون جثته؛ يترك الكلبُ الرجل المتوفى بعد حلول الظلام وينطلق للبحث عن الطعام والمأوى في المخيّم.